# Campeonato NORCECA de Voleibol Masculino de 2009
El XXI Campeonato NORCECA de Voleibol Masculino se celebró en la ciudad de Bayamón, Puerto Rico el 12 al 17 de octubre de 2009.
Un total de ocho países competirán en este torneo que reparte un boleto al ganador para jugar la Grand Cup Champions de la FIVB. 

## Equipos participantes
| Grupo A              | Grupo B        |
| -------------------- | -------------- |
| Cuba                 | Estados Unidos |
| Puerto Rico          | Canadá         |
| República Dominicana | México         |
| Barbados             | Panamá         |

## Procedimiento de desempate
1. Número de partidos ganados
2. Puntos de partido
3. Proporción de puntos
4. Proporción de sets
5. Resultado del último partido entre los equipos empatados

- 2 puntos de partido para el ganador, 1 punto de partido para el perdedor.

## Ronda preliminar
- Del 12 al 14 de octubre
- Sede:  Coliseo Rubén Rodríguez
- Todos los horarios corresponden a la hora de Bayamón, Puerto Rico ( UTC-04:00 )

|  | Calificados para semifinales      |
|  | Calificados para cuartos de final |

### Grupo A
|     |                      | Partidos | Partidos | Partidos |     | Sets | Sets | Sets  | Puntos | Puntos | Puntos |
| Pos | Equipo               | PJ       | PG       | PP       | Pts | SG   | SP   | Ratio | PG     | PP     | Ratio  |
| --- | -------------------- | -------- | -------- | -------- | --- | ---- | ---- | ----- | ------ | ------ | ------ |
| 1.º | Cuba                 | 3        | 3        | 0        | 6   | 9    | 0    | MAX   | 225    | 146    | 1.541  |
| 2.º | Puerto Rico          | 3        | 2        | 1        | 5   | 6    | 3    | 2.000 | 213    | 175    | 1.217  |
| 3º  | República Dominicana | 3        | 1        | 2        | 4   | 3    | 6    | 0.500 | 178    | 201    | 0.886  |
| 4º  | Barbados             | 3        | 0        | 3        | 3   | 0    | 9    | 0.000 | 131    | 225    | 0.582  |

| Fecha         | Hora  | Equipo 1             | Sets  | Equipo 2             | Set 1 | Set 2 | Set 3 | Set 4 | Set 5 | Total |
| ------------- | ----- | -------------------- | ----- | -------------------- | ----- | ----- | ----- | ----- | ----- | ----- |
| 12 de octubre | 18:00 | Cuba                 | 3 : 0 | República Dominicana | 25-17 | 25-15 | 25-14 |       |       | 75-46 |
| 12 de octubre | 20:00 | Puerto Rico          | 3 : 0 | Barbados             | 25-9  | 25-16 | 25-18 |       |       | 75-43 |
| 13 de octubre | 16:00 | Barbados             | 0 : 3 | Cuba                 | 10-25 | 11-25 | 16-25 |       |       | 37-75 |
| 13 de octubre | 20:00 | República Dominicana | 0 : 3 | Puerto Rico          | 18-25 | 20-25 | 19-25 |       |       | 57-77 |
| 14 de octubre | 14:00 | República Dominicana | 3 : 0 | Barbados             | 25-18 | 25-18 | 25-15 |       |       | 75-51 |
| 14 de octubre | 20:00 | Puerto Rico          | 0 : 3 | Cuba                 | 21-25 | 22-25 | 20-25 |       |       | 63-75 |

### Grupo B
|     |                | Partidos | Partidos | Partidos |     | Sets | Sets | Sets  | Puntos | Puntos | Puntos |
| Pos | Equipo         | PJ       | PG       | PP       | Pts | SG   | SP   | Ratio | PG     | PP     | Ratio  |
| --- | -------------- | -------- | -------- | -------- | --- | ---- | ---- | ----- | ------ | ------ | ------ |
| 1.º | Estados Unidos | 3        | 3        | 0        | 6   | 9    | 1    | 9.000 | 249    | 178    | 1.399  |
| 2.º | Canadá         | 3        | 2        | 1        | 5   | 7    | 4    | 1.750 | 257    | 228    | 1.127  |
| 3.º | México         | 3        | 1        | 2        | 4   | 4    | 6    | 0.913 | 209    | 229    | 0.913  |
| 4.º | Panamá         | 3        | 0        | 3        | 3   | 0    | 9    | 0.000 | 145    | 225    | 0.644  |

| Fecha         | Hora  | Equipo 1       | Sets  | Equipo 2       | Set 1 | Set 2 | Set 3 | Set 4 | Set 5 | Total |
| ------------- | ----- | -------------- | ----- | -------------- | ----- | ----- | ----- | ----- | ----- | ----- |
| 12 de octubre | 14:00 | Estados Unidos | 3 : 0 | México         | 25-15 | 28-26 | 25-16 |       |       | 78-57 |
| 12 de octubre | 16:00 | Canadá         | 3 : 0 | Panamá         | 25-13 | 25-23 | 25-19 |       |       | 75-55 |
| 13 de octubre | 14:00 | México         | 1 : 3 | Canadá         | 25-21 | 16-25 | 24-26 | 12-25 |       | 77-97 |
| 13 de octubre | 18:00 | Panamá         | 0 : 3 | Estados Unidos | 13-25 | 15-25 | 8-25  |       |       | 36-75 |
| 14 de octubre | 16:00 | México         | 3 : 0 | Panamá         | 25-19 | 25-14 | 25-21 |       |       | 75-54 |
| 14 de octubre | 18:00 | Estados Unidos | 3 : 1 | Canadá         | 21-25 | 25-17 | 25-22 | 25-21 |       | 96-85 |

## Ronda final
- Del 15 al 17 de octubre
- Sede:  Coliseo Rubén Rodríguez
- Todos los horarios corresponden a la hora de Bayamón, Puerto Rico ( UTC-04:00 )

|  | 5° y 6° lugar | 5° y 6° lugar        | 5° y 6° lugar |  |  | Clasificación 5°-8° puesto | Clasificación 5°-8° puesto | Clasificación 5°-8° puesto |  |  | Cuartos de final | Cuartos de final     | Cuartos de final |  |  | Semifinales | Semifinales    | Semifinales |  |  | Final        | Final          | Final        |
|  |               |                      |               |  |  |                            |                            |                            |  |  |                  |                      |                  |  |  |             |                |             |  |  |              |                |              |
|  |               |                      |               |  |  | 3A                         | República Dominicana       | 3                          |  |  |                  |                      |                  |  |  | 1A          | Cuba           | 3           |  |  |              |                |              |
|  |               |                      |               |  |  | 4B                         | Panamá                     | 0                          |  |  | 2B               | Canadá               | 3                |  |  | 2B          | Canadá         | 0           |  |  |              |                |              |
|  | 3A            | República Dominicana | 2             |  |  |                            |                            |                            |  |  | 3A               | República Dominicana | 2                |  |  |             |                |             |  |  | 1A           | Cuba           | 3            |
|  | 3B            | México               | 3             |  |  |                            |                            |                            |  |  |                  |                      |                  |  |  |             |                |             |  |  | 1B           | Estados Unidos | 1            |
|  |               |                      |               |  |  | 3B                         | México                     | 3                          |  |  |                  |                      |                  |  |  | 1B          | Estados Unidos | 3           |  |  |              |                |              |
|  | 7° y 8° lugar | 7° y 8° lugar        | 7° y 8° lugar |  |  | 4A                         | Barbados                   | 1                          |  |  | 2A               | Puerto Rico          | 3                |  |  | 2A          | Puerto Rico    | 0           |  |  | Tercer lugar | Tercer lugar   | Tercer lugar |
|  |               |                      |               |  |  |                            |                            |                            |  |  | 3B               | México               | 0                |  |  |             |                |             |  |  |              |                |              |
|  | 4B            | Panamá               | 1             |  |  |                            |                            |                            |  |  |                  |                      |                  |  |  |             |                |             |  |  | 2B           | Canadá         | 2            |
|  | 4A            | Barbados             | 3             |  |  |                            |                            |                            |  |  |                  |                      |                  |  |  |             |                |             |  |  | 2A           | Puerto Rico    | 3            |

### Cuartos de final
| Fecha         | Hora  | Equipo 1    | Sets  | Equipo 2             | Set 1 | Set 2 | Set 3 | Set 4 | Set 5 | Total   |
| ------------- | ----- | ----------- | ----- | -------------------- | ----- | ----- | ----- | ----- | ----- | ------- |
| 15 de octubre | 18:00 | Canadá      | 3 : 2 | República Dominicana | 21-25 | 25-22 | 21-25 | 25-23 | 15-13 | 107-108 |
| 15 de octubre | 20:00 | Puerto Rico | 3 : 0 | México               | 25-15 | 25-17 | 25-20 |       |       | 75-52   |

### Clasificación 5°-8°
| Fecha         | Hora  | Equipo 1 | Sets  | Equipo 2             | Set 1 | Set 2 | Set 3 | Set 4 | Set 5 | Total  |
| ------------- | ----- | -------- | ----- | -------------------- | ----- | ----- | ----- | ----- | ----- | ------ |
| 16 de octubre | 14:00 | Barbados | 1 : 3 | México               | 25-21 | 18-25 | 19-25 | 27-29 |       | 89-100 |
| 16 de octubre | 16:00 | Panamá   | 0 : 3 | República Dominicana | 19-25 | 18-25 | 22-25 |       |       | 59-75  |

### Semifinales
| Fecha         | Hora  | Equipo 1       | Sets  | Equipo 2    | Set 1 | Set 2 | Set 3 | Set 4 | Set 5 | Total |
| ------------- | ----- | -------------- | ----- | ----------- | ----- | ----- | ----- | ----- | ----- | ----- |
| 16 de octubre | 18:00 | Cuba           | 3 : 0 | Canadá      | 25-22 | 25-16 | 25-21 |       |       | 75-59 |
| 16 de octubre | 20:00 | Estados Unidos | 3 : 0 | Puerto Rico | 25-16 | 25-23 | 25-22 |       |       | 75-61 |

### Séptimo puesto
| Fecha         | Hora  | Equipo 1 | Sets  | Equipo 2 | Set 1 | Set 2 | Set 3 | Set 4 | Set 5 | Total |
| ------------- | ----- | -------- | ----- | -------- | ----- | ----- | ----- | ----- | ----- | ----- |
| 17 de octubre | 14:00 | Barbados | 3 : 1 | Panamá   | 20-25 | 25-16 | 25-19 | 25-15 |       | 95-75 |

### Quinto puesto
| Fecha         | Hora  | Equipo 1 | Sets  | Equipo 2             | Set 1 | Set 2 | Set 3 | Set 4 | Set 5 | Total   |
| ------------- | ----- | -------- | ----- | -------------------- | ----- | ----- | ----- | ----- | ----- | ------- |
| 17 de octubre | 16:00 | México   | 3 : 2 | República Dominicana | 25-19 | 18-25 | 21-25 | 25-20 | 15-13 | 104-102 |

### Tercer puesto
| Fecha         | Hora  | Equipo 1 | Sets  | Equipo 2    | Set 1 | Set 2 | Set 3 | Set 4 | Set 5 | Total  |
| ------------- | ----- | -------- | ----- | ----------- | ----- | ----- | ----- | ----- | ----- | ------ |
| 17 de octubre | 18:00 | Canadá   | 2 : 3 | Puerto Rico | 16-25 | 26-24 | 20-25 | 25-22 | 9-15  | 96-111 |

### Final
| Fecha         | Hora  | Equipo 1 | Sets  | Equipo 2       | Set 1 | Set 2 | Set 3 | Set 4 | Set 5 | Total |
| ------------- | ----- | -------- | ----- | -------------- | ----- | ----- | ----- | ----- | ----- | ----- |
| 17 de octubre | 20:00 | Cuba     | 3 : 1 | Estados Unidos | 25-21 | 22-25 | 25-21 | 25-22 |       | 97-89 |

## Posiciones finales
| Pos.              | Equipo               |
| ----------------- | -------------------- |
| Medalla de oro    | Cuba                 |
| Medalla de plata  | Estados Unidos       |
| Medalla de bronce | Puerto Rico          |
| 4                 | Canadá               |
| 5                 | México               |
| 6                 | República Dominicana |
| 7                 | Barbados             |
| 8                 | Panamá               |

| \| \| \| \| \| Campeón Cuba[1] 14.º título \| Plantel: 1 Wilfredo León Venero, 3 Gustavo Leyva, 4 Yassel Perdomo Naranjo, 5 Leandro Macías, 6 Keibel Gutiérrez Torna, 7 Osmani Camejo, 10 Denny de Jesús Hernández Martínez, 12 Henry Bell Cisnero, 13 Robertlandy Simón Aties , 14 Raydel Hierrezuelo Aguirre, 16 Isbel Mesa Sandoval, 18 Yoandri Díaz Carmenate, 19 Fernando Hernández Ramos. Entrenador: Orlando Samuels Blackwood |
| |
| |
| Campeón Cuba 14.º título |

|                          |
|                          |
| Campeón Cuba 14.º título |

## Distinciones individuales
| Categoría                               | Ganadora                   |
| --------------------------------------- | -------------------------- |
| Jugador Más Valioso (MVP)               | Wilfredo León Venero       |
| Mejor colocador / armador               | Raydel Hierrezuelo Aguirre |
| Mejor líbero                            | Gregory Berríos            |
| Mayor anotador                          | José Miguel Cáceres Gómez  |
| Mejor atacante                          | Wilfredo León Venero       |
| Mejor bloqueador                        | Robertlandy Simón Aties    |
| Mejor servidor                          | Evan Hoburg Patak          |
| Mejor defensor                          | Gregory Berríos            |
| Mejor receptor                          | Gregory Berríos            |
| Mejor entrenador (Premio "Jim Coleman") | Orlando Samuells Blackwood |
| Premio "Estrella Naciente"              | Wilfredo León Venero       |